# Te Rohu
Te Rohu, född okänt år, död efter 1846, var en maoriprinsessa och krigare. Hon var dotter till hövdingen Mananui Te Heuheu Tukino II av Ngati Tuwharetoa, och fungerade som sin fars rådgivare i krig och fred. Under Muskötkrigen på 1820-talet blev hon berömd för att ha besegrat en fiendearmé i slaget vid Lake Taupo.  